# Allium burdickii
{{#ifeq:0|0|{{#if:Allium burdickii|{{#if:|[[]}}|[[]]}}}}
Allium burdickii — вид квіткових рослин з підродини цибулевих (Allioideae). Зростає на сході Північної Америки.

## Біоморфологічна характеристика
Ця багаторічна рослина навесні випускає 2–3 прикореневих листка. Ці листки зазвичай мають 15–23 см у довжину та 2–4 см в поперечнику; мають лінійно-видовжену або еліптично-видовжену форму з рівними краями та паралельним жилкуванням. Поверхні листя від блідо-зеленого до середньо-зеленого, голі. Орієнтація листя прямовисна, висхідна чи дугоподібна та розпростерта. До початку літа прикореневе листя відсихає. Після короткого періоду спокою утворюється прямовисне квітконосне стебло заввишки 15–51 см. Це стебло блідо-зелене, голе. На верхівці цього стебла є округла парасолька з 10–20 квіток приблизно 2–4 см в поперечнику. Кожна квітка має розмір до 0.6 см в поперечнику, складається з 6 білих або зеленувато-білих листочків оцвітини, 6 тичинок. Насіння кулясте, чорне та блискуче. Коренева система складається з яйцеподібної цибулини з мичкуватими корінцями знизу.